# Spermophagus perpastus
Spermophagus perpastus là một loài bọ cánh cứng trong họ Bruchidae. Loài này được Lea miêu tả khoa học năm 1899.